# Paul Zumthor
Paul Zumthor (* 5. März 1915 in Genf; † 11. November 1995 in Montreal) war ein Schweizer Mediävist, Romanist, Schriftsteller und Kulturphilosoph französischer Sprache.

## Leben und Werk
Paul Zumthor wuchs in Paris auf und studierte bei Gustave Cohen. Er war Französischlektor in Halle und habilitierte sich 1943 in Genf über Merlin le prophète. Un thème de la littérature polémique, de l'historiographie et des romans und (als thèse complémentaire) über Victor Hugo, poète de Satan. Dann wurde er Assistent von Walther von Wartburg in Basel und 1948 mit 33 Jahren Nachfolger von Kornelis Sneyders de Vogel in Groningen. 1952 wechselte er nach Amsterdam, 1968 nach Paris-Vincennes und 1971 über Yale nach Montreal, wo er 1980 emeritiert wurde.
Zumthor  publizierte  zahlreiche sprach- und literaturwissenschaftliche sowie literarische Arbeiten (in Prosa und Dichtung). Viele seiner Bücher wurden in andere Sprachen übersetzt.

## Ehrungen
- 1970: Prix Charles-Veillon für Le Puits de Babel
- 1991: Prix Québec-Paris
- 1992: Ritter des Ordre national du Québec

## Werke (Auswahl)

### Autor
Belletristik
- Le Puits de Babel. Roman. Gallimard, Paris 1969.
- La fête des fous. Roman. L'Hexagone, Montreal 1987, ISBN 2-89006-281-3.
- Midi le juste. Poèmes (Collection Deleatur; Bd. 23). Bedou, Gourdon 1986, ISBN 2-903096-42-9.
- Fin en soi. Poésie. L'Hexagone, Montreal 1996, ISBN 2-89006-538-3.

Sachbücher
- Précis de syntaxe du français contemporain. 4. Auflage. Francke Verlag, Bern 1989, ISBN 3-317-01029-0 (EA Bern 1947, zusammen mit Walther von Wartburg).
- Abréviations composées. North-Holland Publ. Amsterdam 1951, 75 Seiten.
- Miroirs de l'amour. Tragédie et préciosité. Plon, Paris 1952.
- Histoire littéraire de la France médiévale. VIe-XIVe siècles. Slatkine Reprint, Genf 1973 (Nachdr. d. Ausg. Paris 1954).
- Charles le Chauve. Le petit-fils de Charlemagne. Tallandier, Paris 1981, ISBN 2-235-01011-3 (Nachdr. d. Ausg. Paris 1957).
- Das Alltagsleben in Holland zur Zeit Rembrandts („La Vie quotidienne en Hollande au temps de Rembrandt“, 1960). Reclam, Leipzig 1992, ISBN 3-379-01434-6.
- Langue et techniques poétiques à l'époque romane. XIe-XIIIe siècles. Klincksieck, Paris 1963.
- Guillaume le Conquérant. Tallandier, Paris 2003, ISBN 2-84734-065-3 (Nachdr. d. Ausg. Paris 1964).
- Essai de poétique médiévale. Éditions du Seuil, Paris 2000, ISBN 2-02-039646-7 (Nachdr. d. Ausg. Paris 1972).
- Langue, texte, énigme. Essais 1958–1974. Éditions du Seuil, Paris 1975, ISBN 2-02-002047-5.
- Le Masque et la lumière. La poétique des grands rhétoriqueurs. Éditions du Seuil, Paris 1978, ISBN 2-02-004786-1.
- Parler du Moyen âge. Éditions de Minuit, Paris 1980, ISBN 2-7073-0293-7.
- Einführung in die mündliche Dichtung („Introduction à la poésie orale“, 1983). Akademischer Verlag, München 1990, ISBN 3-05-001074-6.
- Die Stimme und die Poesie in der mittelalterlichen Gesellschaft („La Poésie et la voix dans la civilisation médiévale“, 1984). Fink, München 1994, ISBN 3-7705-2897-2.
- Textes politiques de saint Bernard de Clairvaux. Union Générale, Paris 1986, ISBN 2-264-00772-9.[1]
- La Lettre et la voix. De la littérature médiévale. Éditions du Seuil, Paris 1987, ISBN 2-02-009546-7.
- Performance, réception, lecture. Le Préambule, Longueil 1990, ISBN 2-89133-124-9.
- Écriture et nomadisme. Entretiens et essais. L'Hexagone, Montréal 1990, ISBN 2-89006-399-2.
- La mesure du monde. Représentation de l'espace au Moyen âge. Éditions du Seuil, Paris 1993, ISBN 2-02-020185-2.
- Babel ou L'inachèvement. Éditions du Seuil, Paris 1997, ISBN 2-02-026265-7.
- Victor Hugo, poète de Satan. Slatkine Reprint, Genf 1973 (Nachdr. d. Ausg. Paris 1946).
- Merlin, le prophète. Un thème de la littérature poléique de l'historiographie et des romans. Slatkine Reprints, Genf 2000, ISBN 2-05-101817-0 (Nachdr. d. Ausg. Lausanne 1943).

### Herausgeber
- Saint Bernard de Clairvaux. Egloff, Paris 1947 (zusammen mit Albert Béguin).
- A French and English Dictionary. With indication (11th-13th century). Paris, 1963.
- Anthologie des grands rhétoriqueurs. Union Générale, Paris 1994, ISBN 2-264-00248-4 (Nachdr. d. Ausg. Paris 1978).
- Correspondance. Abélard et Héloïse. Union Générale, Paris 1979, ISBN 2-264-00993-4.[1]
- Pierre Abélard: Lamentations, suivies de „Histoire de mes malheurs“ et de la Correspondance avec Héloise. Actes Sud, Arles 1992, ISBN 2-86869-905-7.